# 臨江國
临江国，楚汉之际到西汉时期封国，临江国都城江陵（今湖北省荆州市）。

## 历史
前206年正月，项羽分封诸侯，楚国一分为四：以项羽为西楚霸王，共敖为临江王，英布为九江王，吴芮为衡山王。传至共尉被汉朝所灭。